# Mihály Varga
Mihály Varga (ur. 26 stycznia 1965 w Karcagu) – węgierski ekonomista i polityk, wiceprzewodniczący Fideszu, w latach 2001–2002 i 2018–2024 minister finansów, w latach 2010–2012 szef Kancelarii Premiera, w latach 2012–2013 minister bez teki, od 2013 do 2018 minister gospodarki narodowej, w latach 2018–2022 wicepremier, prezes Narodowego Banku Węgier (od 2025).

## Życiorys
W 1989 ukończył studia na wydziale transportu Uniwersytetu Nauk Ekonomicznych im. Karola Marksa. Po studiach pracował w przedsiębiorstwach państwowych, był także nauczycielem w Szolnoku (1995–1997). W 1997 został wiceprezesem Towarzystwa Przyjaźni Węgiersko-Kazachskiej. Jest członkiem węgierskiej komandorii Baliwatu Brandenburskiego Rycerskiego Zakonu Szpitalników Św. Jana Jerozolimskiego i działaczem wspólnoty ewangelicko-reformowanej w Karcagu.
W 1988 przyłączył się do Fideszu, zakładał struktury tego ruchu w powiecie Szolnok. W latach 1994–2003 pełnił funkcję wiceprezesa partii. W latach 2005–2013 ponownie był wiceprezesem tego ugrupowania (ds. polityki gospodarczej). W 1990 został po raz pierwszy wybrany do Zgromadzenia Narodowego, mandat posła utrzymywał w kolejnych wyborach w 1994, 1998, 2002, 2006, 2010, 2014, 2018 i 2022.
Od lipca 1998 do grudnia 2000 pełnił funkcję sekretarza stanu w ministerstwie finansów. Od stycznia 2001 do maja 2002 był ministrem finansów w pierwszym rządzie Viktora Orbána. W czerwcu 2010 został szefem Kancelarii Premiera w drugim gabinecie tegoż premiera (w randze sekretarza stanu). W czerwcu 2012 przeszedł na urząd ministra bez teki ds. współpracy z międzynarodowymi organizacjami finansowymi. W marcu 2013 objął natomiast urząd ministra gospodarki narodowej. Stanowisko to utrzymał w czerwcu 2014 w trzecim rządzie Viktora Orbána. W maju 2018 w czwartym gabinecie lidera Fideszu został ministrem finansów oraz wicepremierem. Funkcję ministra finansów utrzymał także w powołanym w maju 2022 piątym rządzie Viktora Orbána.
W grudniu 2024 otrzymał nominację na nowego prezesa węgierskiego banku centralnego (z kadencją od marca 2025). Wcześniej złożył rezygnację ze stanowiska ministra z końcem grudnia 2024.